# Sphaerospora brevoides
Sphaerospora brevoides is een microscopische parasiet uit de familie Sphaerosporidae. Sphaerospora brevoides werd in 2009 beschreven door Zhao & Song. 